# Абдулла Бугра
Абдулла Бугра (уйг. (Kona Yëziq) ئابدۇللا بۇغرا, عبد الله بغرا; кит.: 阿不都拉·布格拉; піньїнь: Ābùdūlā·Bùgélā; помер 1934) — уйгурський емір Першої Східно-Туркестанської республіки. Він був молодшим братом Мухаммеда Аміна Бугри та старшим братом еміра Нура Ахмадджана Бугри. Він командував уйгурськими та киргизькими військами під час битви за Кашгар (1934) проти китайської мусульманської 36-ї дивізії (Національно-революційної армії). Китайські мусульмани були лояльні до китайського уряду і хотіли розгромити тюркських мусульман-уйгурів і киргизів, помстившись за різанину в Кизилі. Абдулла був під охороною афганських охоронців. Він був убитий у 1934 році в Яркенді китайськими мусульманськими військами під командуванням генерала Ма Чжаньцана. Усі бійці Абдулли загинули, але його тіло так і не знайшли, що згодом породило припущення про його долю.
Кілька джерел стверджують, що голову Абдулли відрізали після того, як він був убитий, і відправили в мечеть Ід Ках, щоб її там виставити.